# Svartahnúksfjöll
Svartahnúksfjöll är en bergskedja i republiken Island. Den ligger i regionen Suðurland. Den högsta toppen är Svarthnúkur, 889 m öh.